# NGC 5223
NGC 5223 é uma galáxia elíptica (E) localizada na direcção da constelação de Canes Venatici. Possui uma declinação de +34° 41' 26" e uma ascensão recta de 13 horas, 34 minutos e 25,1 segundos.
A galáxia NGC 5223 foi descoberta em 1 de Maio de 1785 por William Herschel.